# Desa Cilame (administrativ by i Indonesien, lat -6,85, long 107,52)
Desa Cilame är en administrativ by i Indonesien.   Den ligger i provinsen Jawa Barat, i den västra delen av landet, 100 km sydost om huvudstaden Jakarta.